# Aeroporto de Goiânia
Luchthaven Santa Genoveva/Goiânia is de luchthaven van Goiânia, Brazilië. De luchthaven wordt uitgebaat door Infraero.

## Historie
De luchthaven werd officieel geopend in 1955, alhoewel vluchten van en naar de luchthaven al een paar jaar eerder waren begonnen. Sinds 1974 is de luchthaven onder beheer van Infraero.
De huidige passagiersterminal heeft een capaciteit van 600.000 passagiers per jaar, maar in de laatste jaren is deze capaciteit telkens overschreden; in 2010 zelfs bijna met een factor 4.
De regering van de staat Goiás heeft, om het toerisme en vliegverkeer te promoten, de belasting op brandstof van 15% naar 3% verlaagd. Na deze verlaging ontstond er enige interesse bij luchtvaartmaatschappijen om Santa Genoveva als hub te gebruiken, maar vanwege ontbrekende capaciteit kunnen deze plannen momenteel nog niet verwezenlijkt worden.
Vanwege het toenemende verkeer op de luchthaven, heeft Infraero besloten een nieuwe passagiersterminal te bouwen ter grootte van 27.160 m² en een capaciteit van 2,1 miljoen passagiers per jaar. Toekomstige uitbreidingen van deze terminal zijn al opgenomen in het plan. De nieuwe terminal zal 32 check-in balies hebben en 8 vliegtuigslurven, naast de gebruikelijk faciliteiten zoals winkels en restaurants.
De eerste fase van de werkzaamheden zou in 2012 zijn afgerond, de tweede fase in 2014.

## Ongelukken en incidenten

### Ongeluk
- 12 augustus 1952: een Douglas DC-3/C-47A-80-DL van Viabras met registratie PP-ANH uitgevoerd door Nacional onderweg van Rio Verde naar Goiânia ontplofte tijdens de vlucht als gevolg van een bom boven Palmeira de Goiás. Alle 24 inzittenden kwamen hierbij om het leven.[3][4]

### Incidenten
- 22 februari 1975: een Boeing 737-2A1 van VASP met registratie PP-SMU onderweg van Goiânia naar Brasília werd gekaapt door 1 persoon die losgeld eiste. De kaper werd neergeschoten.[5]
- 29 september 1988: een Boeing 737-300 met VASP registratie PP-SNT die vlucht 375 uitvoerde van Belo Horizonte-Confins naar Rio de Janeiro werd gekaapt door 1 persoon die het vliegtuig wilde laten crashen bij het Palácio do Planalto, de officiële werkplaats van de president in Brasília. De piloot overtuigde de kaper ervan naar Goiânia uit te wijken, alwaar een noodlanding plaatsvond. De kaping werd beëindigd met één slachtoffer.[6][7]

## Bereikbaarheid
De luchthaven bevindt zich op 8 kilometer van het centrum van Goiânia.